# 三木有
三木 有（みき ゆう、1992年11月16日 - ）は、日本の漫画家。神奈川県横浜市出身。

## 人物
好きな漫画は『ジョジョの奇妙な冒険』、『1・2の三四郎』、『ボボボーボ・ボーボボ』、『バレーボール使い郷田豪』。

## 作品リスト

### 連載
- 改造人間ロギイ（『週刊少年ジャンプ』2015年13号[3] - 2015年24号[4]、全2巻） - 初連載作品[2]。
- ぎなた式（『ジャンプGIGA』[5]2016vol.1 - 2016vol.4、全1巻）

### 読み切り
- 改造人間ロギイ（『週刊少年ジャンプ』2011年8号） - 2010年JUMPトレジャー新人漫画賞5月期準入選受賞。週刊少年ジャンプの増刊に掲載予定であったが本誌に格上げ掲載となった[1]。
- 呪禁奇譚宮浦さん（『週刊少年ジャンプ』2012年47号）
- 改造人間ロギイ（『ジャンプVS』2013年[6]）
- ユアストレンジャー（『少年ジャンプNEXT!!』2015vol.5[7]） - 巻頭カラーで掲載[8]。
- 静と弁慶（『少年ジャンプ＋』2022年9月8日公開[9]）
- あいつはオカルト（『週刊少年ジャンプ』2023年3号[10]）